# ウィリアム・センピル (第2代センピル卿)
第2代センピル卿ウィリアム・センピル（英: William Sempill, 2nd Lord Sempill、1552年6月3日没）は、スコットランド貴族。

## 生涯
初代センピル卿ジョン・センピルと1人目の妻マーガレット（1504年4月21日と1506年2月16日の間に没、サー・ロバート・コルヴィルの娘）の長男として生まれた。
1513年9月9日に父がフロドゥンの戦いで戦死すると、センピル卿位を継承した。1514年7月12日、スコットランド枢密院の枢密顧問官に任命された。父の死後、第2代センピル卿は父の遺産をめぐり父の2人目の妻マーガレット（1519年3月15日以降没、ジェームズ・クライトンの娘）と裁判した。その後、1523年2月12日にエアシャーのプレヴィク（Previk）の領地をジョン・クロフォード（John Crawford）から購入した。
大逆罪の疑いにより1525年9月8日と1526年6月21日の2度にわたって召喚を受けた。前者では第2代カセルス伯爵ギルバート・ケネディとともに、後者では義父の初代エグリントン伯爵ヒュー・モンゴメリーとともに召喚された。
カニンガム家との争いにより、ウィリアム・カニンガム（William Cunynghame）を殺害した容疑をかけられたが、1534年2月26日に無罪放免された。
1537年7月17日のグラームズ夫人ジャネットの裁判で裁判員を務めた。
1540年3月18日、それまでの犯罪のうち大逆罪以外のものについて赦免を受けた。
スコットランド女王メアリーとイングランド王太子エドワード（のちの国王エドワード6世）の婚約が提案されたとき、第2代センピル卿は1543年8月25日に婚約に賛成した。
1552年6月3日にエディンバラで死去、長男ロバートが爵位を継承した。

## 家族
1517年7月20日までにマーガレット・モンゴメリー（Margaret Montgomerie、1518年7月31日と1523年2月12日の間に没、初代エグリントン伯爵ヒュー・モンゴメリーの娘）と結婚、5男2女をもうけた。
- ロバート（1505年ごろ – 1573年8月1日と1576年1月17日の間） - 第3代センピル卿[2]
- デイヴィッド（1553年3月12日以降没[2]）
- ニニアン（1563年2月23日以降没） - 庶子を2人もうけ、1554年4月9日に認知して嫡子とした[2]
- ウィリアム（1576年12月3日没） - おそらく子供なし[2]
- ピーター（1558年10月18日以降没） - 1544年5月、エディンバラ城総督を務めた[2]
- ヘレン - 第3代カスカート卿アラン・カスカート（1547年9月10日、ピンキーの戦い（英語版）で戦死）と結婚、子供あり[2]
- メアリー - サー・ジョン・スターリング（Sir John Stirling）と結婚したとされる[2]

1523年2月12日までにエリザベス・アーノット（Elizabeth Arnot、1539年3月18日以降没、ジョン・アーノットの娘）と再婚したが、2人の間に子供はいなかった。
1541年以降にマリオン・クロフォード（Marion Crawford、1555年11月8日以降没、トマス・クロフォードの未亡人、ヒュー・モンゴメリー（初代エグリントン伯爵の孫）の娘）と再婚したが、2人の間に子供はいなかった。センピル卿の死後、マリオンは1553年8月31日と1556年12月20日の間にジョン・キャンベル（John Campbell）と再婚した。